# The Renegade's Vengeance
The Renegade's Vengeance è un cortometraggio muto del 1914 diretto e interpretato da William Duncan.

## Produzione
Il film fu prodotto dalla Selig Polyscope Company.

## Distribuzione
Distribuito dalla General Film Company, il film - un cortometraggio di una bobina - uscì nelle sale cinematografiche statunitensi il 6 marzo 1914.